# Teoria Younga-Helmholtza
Teoria Younga-Helmholtza (teoria trójchromatyczna, trójskładnikowa teoria widzenia barwnego) – teoria wyjaśniająca powstawanie barwnych wrażeń wzrokowych (zob. widzenie fotopowe, widzenie barwne) dzięki obecności w siatkówce oka człowieka i innych naczelnych trzech różnych fotoreceptorów, absorbujących światło widzialne w różnych zakresach długości fali promieniowania elektromagnetycznego. Została sformułowana przez Thomasa Younga w roku 1802 i rozbudowana w roku 1852 przez Hermanna Helmholtza.

## Historia teorii trójchromatycznej
Problemy percepcji barw były przedmiotem rozważań filozofów i malarzy już w starożytności i w średniowieczu (zob. rys historyczny rozwoju wiedzy o barwie). Tworzono liczne systemy barw (metody porządkowania wrażeń), często z wykorzystaniem pojęć ton (odcień), jasność i nasycenie. Formułowano też empiryczne zasady mieszania barw (opierano się zwykle na obserwacjach zjawisk zwanych obecnie syntezą subtraktywną). Pierwszym uczonym, który stworzył system oparty na tylko trzech barwach – czerwonej, niebieskiej i żółtej – był prawdopodobnie belgijski uczony i jezuita, François d'Aguilon (1567–1617). Za początek naukowych badań w dziedzinie kolorymetrii uważa się odkrycia Newtona (1642–1726), który jako pierwszy wykazał, że za powstawanie barwnych wrażeń wzrokowych odpowiadają cechy światła, a nie obiektów, które obserwujemy jako barwne, oraz prace Maxwella (1831–1879). Od tego czasu zmieniły się podstawy nowych systemów barw (zob. np. system barw Ostwalda).
Za prekursora teorii trójchromatycznej jest uznawany Michaił Łomonosow (1711–1765), rosyjski uczony (prekursor chemii fizycznej) i poeta. W traktacie pt. Słowo o pochodzeniu światła, nową teorię o barwach przedstawiające, 1 lipca 1756 r. rzeczone napisał m.in. że na „dnie oka” znajdują się trzy rodzaje cząstek, pobudzanych do drgań przez drgające cząstki „eteru”, a następnie:

Znajduję w końcu, że od pierwszego rodzaju eteru pochodzi barwa czerwona, od drugiego żółta, od trzeciego niebieska. Inne barwy powstają przez mieszanie pierwszych.

W kolejnych latach do podobnych wniosków – opartych już na wynikach prac Newtona – doszedł James Sowerby (1757–1822), brytyjski botanik i historyk przyrody, który określił trzy barwy – żółtą, czerwoną i niebieską – mianem podstawowych, jednak za twórców naukowej teorii trójchromatycznej są uważani dwaj naukowcy związani z medycyną: Thomas Young (1773–1829) i Hermann von Helmholtz (1821–1894).

## Teoria Younga i Helmholtza

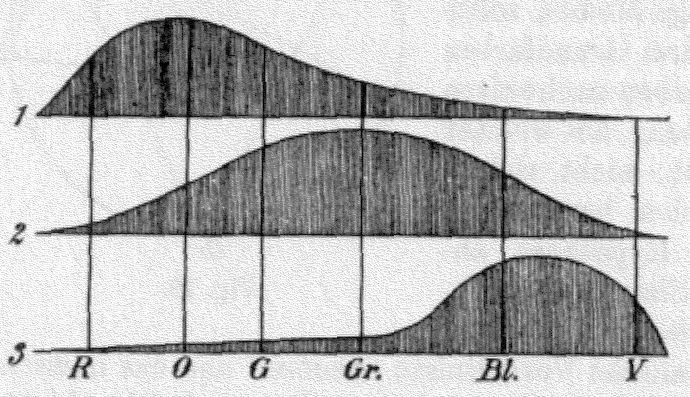
Historyczna ilustracja istoty koncepcji Younga-Helmholtza (Hermann von Helmholtz 1856);
uwaga: kierunek osi od R (czerwony) do V (fioletowy) oznacza wzrost długości fali λ od prawej do lewej

Angielski fizyk i lekarz Thomas Young, zainteresowany badaniami falowej natury światła (zob. m.in. doświadczenie Younga), wygłosił w roku 1801 w Royal Society wykład pt. On the Theory of Light and Colours (o teorii światła i barw). Istotą przedstawionej hipotezy było założenie, że w siatkówce oka znajdują się trzy rodzaje „włókien nerwowych”, reagujących na promieniowanie całego widma światła widzialnego, ale najbardziej wrażliwych na zakresy długości fal, które odpowiadają jednej z barw podstawowych – czerwonej, żółtej lub niebieskiej. Stwierdził, że jednakowe pobudzenie trzech rodzajów włókien wywołuje wrażenie bieli, pobudzenie niejednakowe – wrażenia barwne, a brak pobudzenia – wrażenie czerni.
Na początku lat 50. XIX w. badania Younga podjął niemiecki fizjolog, fizyk i filozof, Hermann von Helmholtz. Zmodyfikował założenia Younga, przyjmując, że powstawanie różnych wrażeń barwnych jest efektem trzech niezależnych procesów fotochemicznych zachodzących w „substancji nerwowej” pod wpływem promieniowania, z udziałem trzech rodzajów światłoczułych receptorów,  których reaktywność jest zależna od długości fali (λ) padającego światła – największa wówczas, gdy λ odpowiada barwom podstawowym: czerwonej, zielonej i fioletowej. Wyniki zostały opublikowane w roku 1860 w pracy Handbuch der physiologischen Optik (podręcznik optyki fizjologicznej). Poza rozwinięciem teorii Younga Helmholtz zdefiniował trzy – do dzisiaj stosowane – cechy otrzymywanych barw: jasność (jaskrawość), odcień (ton barwy) i nasycenie (czystość) oraz wyjaśnił różnice między subtraktywnym i addytywnym mieszaniem barw.

## Kontynuacja badań Younga i Helmholtza
Dalszy szybki rozwój teorii trójchromatycznej nastąpił dzięki rozwojowi biochemii i neurofizjologii, w tym neurofizjologii wzroku, który nastąpił w XX w. Badania w tych dziedzinach prowadzili m.in. laureaci Nagrody Nobla w dziedzinie fizjologii lub medycyny:
- 1963 – sir John Carew Eccles, Alan Lloyd Hodgkin i Andrew F. Huxley – za odkrycia dotyczące mechanizmów jonowych zaangażowanych w pobudzanie i inhibicję peryferyjnych i centralnych części błony komórkowej nerwów[13],
- 1967 – Ragnar Granit, Haldan Keffer Hartline i George Wald – za odkrycia dotyczące podstawowych fizjologicznych i chemicznych procesów widzenia[14].

Badania biochemiczne objęły określenie struktury i funkcji białek receptorowych – fotopsyn (zob. opsyny, rodopsyna, jodopsyna, retinal). Wśród naukowców, którzy wnieśli znaczący wkład, wymieniani są m.in.:
- Stjepan Poljak (1889–1955) – amerykański neurofizjolog chorwackiego pochodzenia, który zakładał istnienie w każdym czopku mieszaniny trzech różnych fotopigmentów, przy czym komórki dwubiegunowe monosynaptyczne miały reagować na promieniowanie odpowiadające czerwieni, „szczoteczkowe” – zieleni i „pędzelkowe” – barwie niebieskiej[15],
- William A.H. Rushton (1901–1980) – angielski fizjolog, autor pracy Barwniki i bodźce w widzeniu barwnym (1970), który opisał barwniki wzrokowe[16][17][15]:

erythrolabe – pigment reagujący z największą czułością na czerwień (λ = 590 nm), OPN1LW,
chlorolabe – barwnik najbardziej czuły na zieleń (λ = 540 nm), OPN1MW
cyanolabe – barwnik niebieski (λ = 450 nm), OPN1SW,
Istotny wkład wnieśli również m.in. Karl Ewald Hering (1834–1918, nominowany do Nagrody Nobla w roku 1911), Johannes von Kries (1853–1928, nominowany do Nagrody Nobla w roku 1917), Henri Piéron (1881–1964), Frank J. Weigert, Leo Hurvich i Dorothea Jameson.
Współcześnie teoria trójchromatyczna (w tym trójkąt Maxwella, który dzięki niej przestał być wyłącznie jakościowym opisem cech koloru) stała się podstawą matematycznych modeli przestrzeni barw, takich jak np. RGB (oraz RGB z kanałem alfa), CMYK, CIEXYZ (CIE1931 i 1964), CIELab (CIE1976), CIELUV, HSV (HSB), HSL, YUV i YIQ.